# Gaskessel (Jugendzentrum)

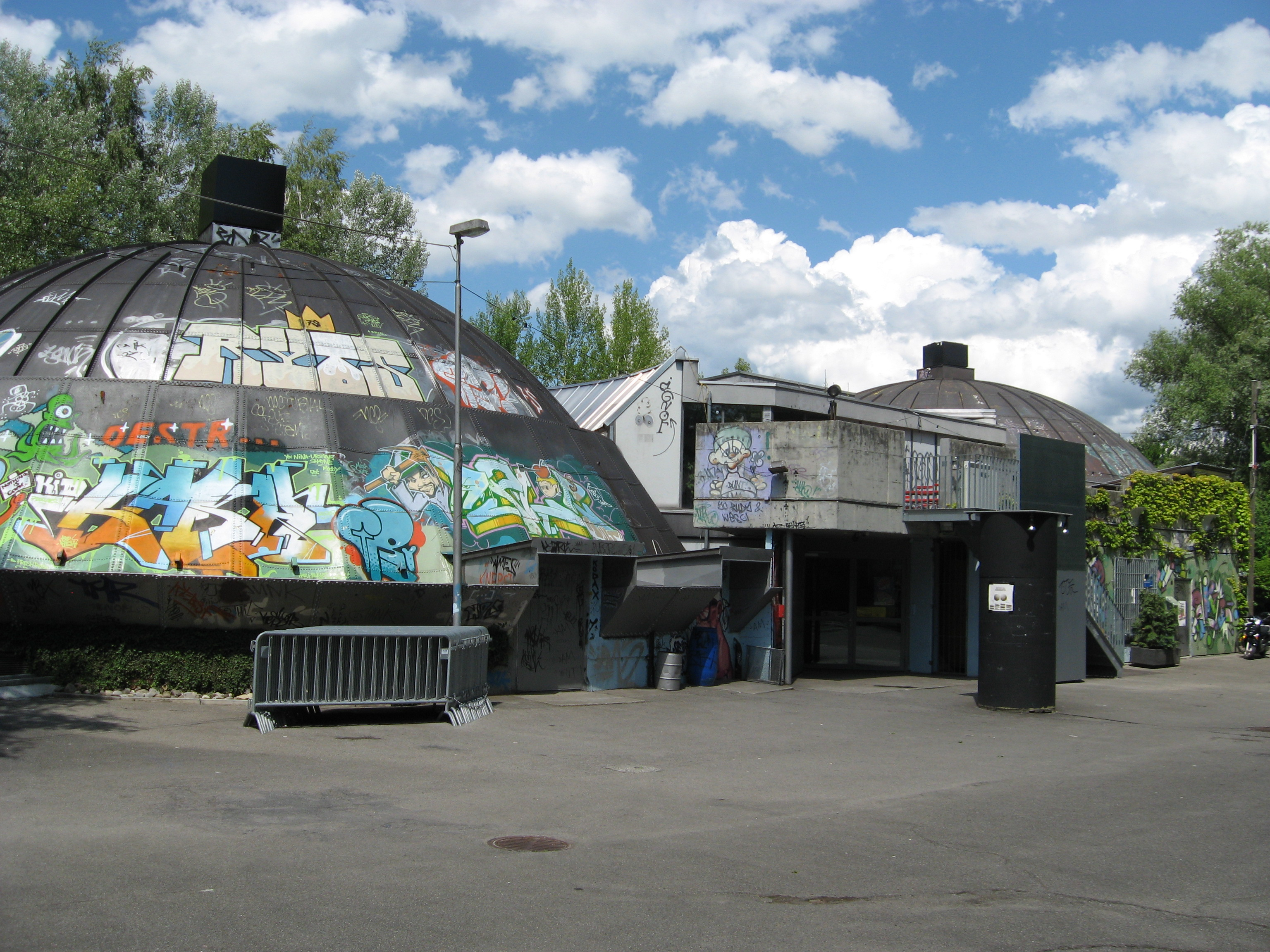
Jugendkulturzentrum Gaskessel

Die Gaskessel in Bern und Biel (Schweiz) sind Jugendzentren, deren Gebäude früher der Gasspeicherung dienten.

## Gaskessel Bern
Der Gaskessel in Bern ist, wie derjenige in Biel, eines der ältesten Jugendkulturzentren Europas. Seit den frühen 1970er Jahren finden dort regelmässig Konzerte, Theateraufführungen, Discos, Ausstellungen, Diskussionen, Filmnächte und viele weitere soziokulturelle Veranstaltungen statt.
Die gesamte Anlage befindet sich in den ehemaligen Gasreservoirs der Stadt Bern direkt neben der Aare und ist aufgeteilt in zwei sphärische Halbkugeln. Aufgrund der sich wechselnden Bedürfnissen der Besucher werden ständig bauliche Veränderungen an der eigenwilligen Architektur vorgenommen.
Betrieben wird der Gaskessel von einem Trägerverein, welcher mehrheitlich durch jugendliche Vorstandsmitglieder geführt wird. Die Besitzerin der Liegenschaft ist die Stadt Bern.
Während der 1980er und 1990er Jahre konsumierten die Gäste zum Teil illegale und harte Drogen (Heroin, Kokain, LSD), doch zu Beginn des neuen Jahrtausends hat sich diese Angelegenheit auf den Genuss von Cannabis und Alkohol reduziert. Paradoxerweise wird im Gaskessel erst seit Mitte der 1990er Jahre Alkohol ausgeschenkt.
Der Gaskessel bietet auch vielen so genannten „randständigen“ Jugendlichen durch „Taglöhner-Projekte“ Arbeitstage mit konkreten Aufgaben und einem definierten Lohn. Daneben bietet der Gaskessel Jugendlichen aus der Region Bern Raum zur Selbstverwirklichung durch Konzertorganisationen, Kunst- und Theaterprojekte. Die Beitrittsschwelle zum Trägerverein wird deswegen bewusst tief gehalten. Dieses soziale Engagement wurde von der Bürgi-Willert-Stiftung im Sommer 2011 mit dem Sozialpreis ausgezeichnet.
Mitte der 1980er Jahre war auch die alternative Wohnsiedlung Zaffaraya auf dem Areal des Gaskessels zugegen, bevor diese in die Nähe des Autobahnzubringers Bern-Neufeld verlegt wurden.

## Gaskessel Biel

Gaskessel Biel (2022)

In Biel wurde von 1862 bis 1967 Gas erzeugt. 1969 wurden das Gaswerk und die meisten Gasbehälter abgebrochen. Im Zug der 68-er Bewegung forderten Jugendliche ein Jugendzentrum in einem kleinen Gasbehälter (21 m Durchmesser). Mit Sit-Ins und Demonstrationen kämpften sie erfolgreich: 1970 bewilligte die Regierung den Umbau der Kuppel und einen entsprechenden Kredit. 1975 konnte das Autonome Jugendzentrum (AJZ) eröffnet werden. Es erhielt die Übernamen "Chessu" auf Schweizerdeutsch und "Coupole" auf Französisch. Das Jugendzentrum wurde zu einem beliebten Treffpunkt und Veranstaltungsort. In seinem Umfeld gab es zahlreiche weitere Projekte (z. B. Zirkus, Sleep-In, Gassenküche). Während der Gaskessel früher von Brachland und Industrie umgeben war, entsteht dort in den 2020er-Jahren ein neues Quartier mit Park, Wohnblöcken und Hotel.